# Parsadepur
Parsadepur (o Parshadepur) è una suddivisione dell'India, classificata come nagar panchayat, di 9.614 abitanti, situata nel distretto di Raebareli, nello stato federato dell'Uttar Pradesh. In base al numero di abitanti la città rientra nella classe V (da 5.000 a 9.999 persone).

## Geografia fisica
La città è situata a 26° 4' 60 N e 81° 31' 0 E e ha un'altitudine di 102 m s.l.m..

## Società

### Evoluzione demografica
Al censimento del 2001 la popolazione di Parsadepur assommava a 9.614 persone, delle quali 4.944 maschi e 4.670 femmine. I bambini di età inferiore o uguale ai sei anni assommavano a 1.706, dei quali 861 maschi e 845 femmine. Infine, coloro che erano in grado di saper almeno leggere e scrivere erano 4.519, dei quali 2.784 maschi e 1.735 femmine.